# 于适
于适（1996年12月22日—），蒙古名：Ashan（阿斯罕），原名于植。辽宁朝阳凌源人，中国蒙古族男演员。2018年參演神話電影《封神三部曲》，2023年《封神第一部：朝歌風雲》上映后深得观众喜爱，于次年荣获第37届大众电影百花奖最佳新人奖。

## 演艺经历
1996年12月22日，于适出生在辽宁省朝阳市凌源市，父亲是汉族人，母亲是蒙古族人。从小热爱运动，参加职业篮球青训後成为国家二级运动员。 2014年曾参加歌唱类比赛《中国梦之声》（第二季）。2017年因拍摄乔丹品牌大中華區廣告「勝由我定：決勝之日」而被《封神三部曲》选角团队相中，获邀参加“封神演艺训练营”海选。2018年，與黃渤、費翔共同出演系列神話戰爭電影《封神三部曲》，在片中飾演姬發。杀青后，于适一直深入学习骑射文化。2023年4月份的第三届广东省马术节上，在骑射冠军杯邀请赛中拿到奖项。之后拍摄电视迷你剧集我的阿勒泰时，于适提前6个月到阿勒泰学习哈萨克语并担任这部戏的骑射指导。2024年9月，任中国少数民族体育协会下属中国骑射运动中心副主任。2024年12月参加首屆全國騎射錦標賽，获得中國力射團體賽（成年組）最佳運動員、中國力射團體賽（成年組）季軍。
2023年6月29日，參加《“灣區升明月”2023大灣區電影音樂晚會》；7月20日，主演電影《封神第一部》上映，其饰演角色姬发广获影迷喜爱，成为中国进入移动互联网时代后极其罕有的以大银幕院线电影为媒介而走红吸引到大量粉丝的演员。9月14日，加盟新浪微博節目《最美表演》；9月28日，參與錄製的《封神訓練營》在芒果TV上線；12月22日，主持第五屆海南島國際電影節閉幕式暨頒獎典禮。12月31日，参加《2024江蘇衞視跨年演唱會》，演唱《狐狸》；參加《夢圓東方·2024東方衞視跨年盛典》，演唱《長相憶》《泪桥》。2024年3月28日，擔任第十四屆北京國際電影節短片單元評委；5月7日，主演并担任骑射指导的8集电视迷你剧集《我的阿勒泰》在中国中央电视台綜合频道和爱奇艺同步播出，于适所饰的哈萨克族少年巴太深得观众人心，角色极具热度，演技备受赞誉。6月28日，特邀主持第29届上海电视节白玉兰奖；8月4日，荣获第37届大众电影百花奖 最佳新人；12月31日，參加《夢圓東方·2025東方衞視跨年盛典》，演唱《生活因你而火热》《米店》。2025年1月29日，其主演的两部电影神话史诗片《封神第二部：战火西岐》和战争动作片《蛟龙行动》于大年初一同期上映。

## 演出作品

### 电影
| 年份   | 片名                 | 角色     | 备注       |
| 2023年 | 封神第一部：朝歌风云 | 姬发     | [ 7 ]      |
| 2023年 | 长空之王             | 邓放     | [ 1 ]      |
| 2023年 | 星願                 | 瓦伦蒂诺 | 中文版配音 |
| 2024年 | 飛馳人生2            | 独狼     | 客串       |
| 2024年 | 哈爾的移動城堡       | 哈爾     | 中文版配音 |
| 2024年 | 欢迎来到我身边       | 陈小舟   |            |
| 2025年 | 封神第二部：战火西岐 | 姬发     |            |
| 2025年 | 蛟龍行动             | 韩骁     |            |
| 待映   | 封神第三部           | 姬发     |            |
| 待映   | 鏢人                 |          |            |
| 待映   | 四渡                 |          |            |

### 电视剧
| 首播年度 | 剧名       | 角色 | 备注                                                                                 |
| 2024年   | 我的阿勒泰 | 巴太 | 網路劇 兼任"骑射指导" 本劇僅取得網絡劇播出發行證，但其後獲批於CCTV-8及其他電視台播出 |
| 待播     | 奇迹       | 哈扎 |                                                                                      |

## 音乐作品
| 年份   | 歌曲       | 专辑 | 发行时间 | 备注                                                         |
| 2022年 | 云端       | -    | 20220925 | 《长空之王》逐梦曲，与王一博、卜钰、翟宇佳、王子宸、芦鑫合唱 |
| 2023年 | 心的风向   | -    | 20230209 | 《左手上篮》动画插曲                                         |
| 2023年 | 长相忆     | -    | 20231122 | 第十批抗美援朝烈士纪念遗骸回国纪念歌曲                       |
| 2023年 | 梦幻泡影   | -    | 20231231 | 个人单曲                                                     |
| 2024年 | 回家吧     | -    | 20240509 | 《我的阿勒泰》插曲，與周依然合唱                             |
| 2024年 | 彩虹布拉克 | -    | 20240510 | 《我的阿勒泰》插曲                                           |
| 2024年 | 月光       | -    | 20240513 | 《我的阿勒泰》插曲                                           |

## 奖项
| 日期     | 颁奖典礼名称                           | 奖项                     | 相关作品                 |
| 20230608 | 2023抖音电影奇遇夜                     | 年度新锐演员             |                          |
| 20230610 | 2023微博电影之夜                       | 年度新锐演员             |                          |
| 20230616 | 第20届电影频道传媒关注单元最受传媒关注 | 新人男演员               | 《长空之王》             |
| 20231025 | 2023年度FIRST惊喜电影展惊喜盛典        | FIRST惊喜演员            |                          |
| 20231226 | 豆瓣2023                               | 最受关注演员             |                          |
| 20240113 | 2023微博之夜                           | 微博年度青云飞跃演员     |                          |
| 20240616 | 2024中国电影大数据荣誉之夜             | 年度影响力青年演员       |                          |
| 20240122 | 2024微博电影之夜                       | 年度瞩目演员             |                          |
| 20240804 | 第37届大众电影百花奖                   | 最佳新人                 | 《封神第一部：朝歌风云》 |
| 20241105 | 微博视界大会                           | 年度优秀角色演绎         | 《我的阿勒泰》           |
| 20250111 | 2024微博之夜                           | 微博年度瞩目演员         |                          |
| 20250220 | 首届中国电视剧制作产业大会年度盛典     | 年度最受欢迎男演员提名   | 《我的阿勒泰》           |
| 20250319 | 2025电视剧品质盛典                     | 年度品质实力剧星         | 《我的阿勒泰》           |
| 20250322 | 第十三届中国大学生电视节               | 大学生喜爱的年度荧屏形象 | 《我的阿勒泰》巴太       |

## 荣誉
| 日期     | 名称                   | 奖项                                                             | 相关作品                         |
| 20240122 | 《人物》               | 2023年度面孔                                                     |                                  |
| 20240510 | 2024时尚芭莎年度派对   | 年度人气ICON                                                     |                                  |
| 20240617 | 2024影视音乐盛典       | 年度电视剧金曲奖                                                 | 《我的阿勒泰》插曲《彩虹布拉克》 |
| 20241011 | 2024聚星名人赛         | 最佳拼搏奖                                                       |                                  |
| 20241222 | 2024首届全国骑射锦标赛 | 中国力射团体赛（成年组）最佳运动员、中国力射团体赛（成年组）季军 |                                  |